# Wilfried Achterfeld

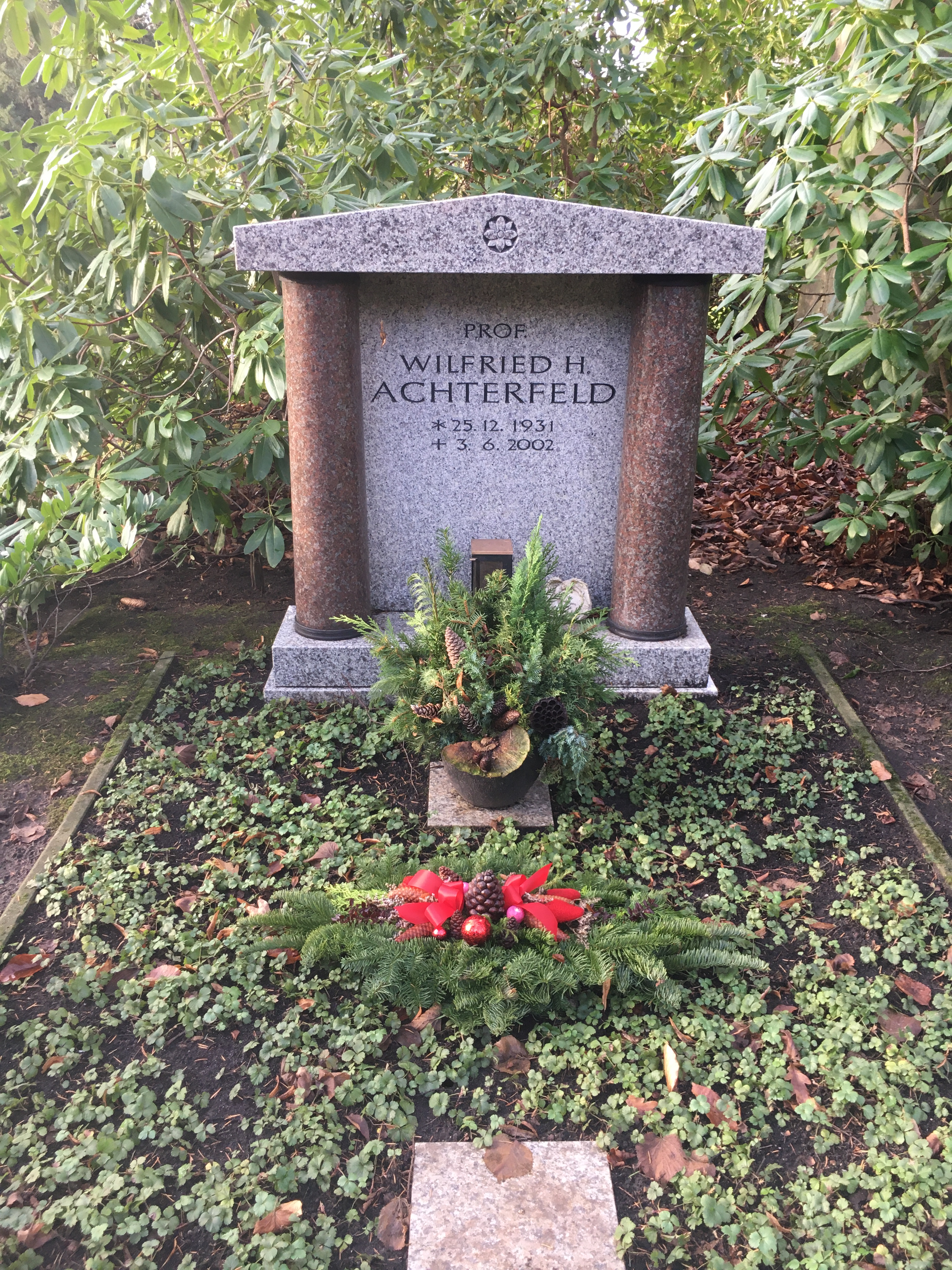
Grabstätte Wilfried Achterfeld auf dem Friedhof Ohlsdorf

Wilfried Achterfeld (* 25. Dezember 1931 in Mülheim an der Ruhr; † 3. Juni 2002) war ein deutscher Journalist, Autor und Hochschullehrer.

## Leben
Wilfried Achterfeld wurde als Sohn eines Ingenieurs geboren. Er begann seine berufliche Laufbahn mit einem Volontariat bei der Neuen Ruhr Zeitung. 1958 kam er nach Hamburg und arbeitete zunächst bei der Star Revue, einer Film- und Fernsehzeitschrift. 1961 wechselte Achterfeld zum Stern als Leiter des Ressorts „Film, Fernsehen, Musik und Unterhaltung“, bis er sich 1977 als journalistischer Berater selbstständig machte.
Gemeinsam mit John Jahr junior gründete Achterfeld die Spielbank Hamburg Jahr + Achterfeld KG, die seit 1978 mehrere Einrichtungen dieser Art in der Hansestadt betreibt. Seit Januar 1991 waren beide auch an der Spielbank Wiesbaden beteiligt. 
Wilfried Achterfeld machte sich zudem als Mäzen und Förderer der Kunst einen Namen. An der Hamburger Hochschule für Musik und Theater wirkte er am Aufbau des Studiengangs „Kultur und Medien“ mit und hatte dort bis zu seinem Tod eine Dozentur. Darüber hinaus war Achterfeld Herausgeber des Buches Die wilden 60er Jahre und schrieb die Dialoge zu dem Musical Himmel auf Erden, das am 25. Januar 1990 in den Hamburger Kammerspielen seine Uraufführung erlebte.
Im Alter von 70 Jahren verstarb Wilfried Achterfeld nach kurzer, schwerer Krankheit und wurde auf dem Hamburger Friedhof Ohlsdorf beigesetzt. Achterfeld war verheiratet mit Petra Achterfeld und Vater einer Tochter sowie dreier Söhne. Die Grabstätte befindet sich im Planquadrat O 10 unterhalb des Cordes-Brunnens.

## Veröffentlichungen (als Herausgeber)
- 1970: Die wilden 60er Jahre, Verlag Bertelsmann, Gütersloh
- 1984: Glück im Spiel, Verlag Springer, Hamburg